# Diplosoma glandulosum
Diplosoma glandulosum is een zakpijpensoort uit de familie van de Didemnidae. De wetenschappelijke naam van de soort werd in 1983 voor het eerst geldig gepubliceerd door Françoise Monniot.